# منافسات كرة القدم بين الأردن وطاجيكستان
منتخب الأردن لكرة القدم ومنتخب طاجيكستان لكرة القدم، هما اتحادان اعضاء في الاتحاد الآسيوي لكرة القدم التقيا في عدة مباريات كرة قدم على مر السنوات. حتى الآن، تواجه الفريقان ست مرات، حيث فاز الأردن في أربع مباريات، بينما حققت طاجيكستان فوزًا واحدًا، وانتهت مباراة واحدة بالتعادل. ما بين عامي 2018 و 2024 التقى المنتخبان عدة مواجههات كان ابرزها في كأس آسيا 2023 في قطر في الدور ربع النهائي حيث فاز الاردن بهدف مقابل لا شيء. أبرز المواجهات بين المنتخبين كانت في الدور الثاني تصفيات كأس العالم 2024، حيث تفوق الأردن على طاجيكستان بنتيجة 3-0، في مباراة تعتبر فاصلة للتأهل للدور الثالث والحاسم.

## البطولات
يلتقي المنتخبان في عدد من المناسبات منها
- المبارايات الودية
- تصفيات كأس العالم عن قارة أسيا
- تصفيات كأس أسيا لكرة القدم
- كأس أسيا لكرة القدم

### قائمة المباريات
ما بين عامي 2018 (اول لقاء بين المنتخبين) وعام 2024 التقى المنتخبين في سبعة لقائات.
| # | التاريخ        | البطولة                                           | الملعب                   | المضيف    | النتيجة | الضيف     | المصدر   |
| - | -------------- | ------------------------------------------------- | ------------------------ | --------- | ------- | --------- | -------- |
| 1 | 11 يونيو 2015  | تصفيات كأس العالم 2018 – آسيا مرحلة 2 - مجموعة ب  | ملعب بامير، دوشنبه       | طاجيكستان | 3-1     | الأردن    | [ ar 1 ] |
| 2 | 13 أكتوبر 2015 | تصفيات كأس العالم 2018 – آسيا مرحلة 2 - مجموعة ب  | ستاد عمان الدولي، عمان   | الأردن    | 0-3     | طاجيكستان | [ ar 1 ] |
| 3 | 1 فبراير 2021  | مباريات دولية ودية                                | ملعب ذياب عوانة          | الأردن    | 0-2     | طاجيكستان | [ ar 1 ] |
| 4 | 5 فبراير 2021  | مباريات دولية ودية                                | ملعب بامير               | الأردن    | 0-1     | طاجيكستان | [ ar 1 ] |
| 5 | 16 نوفمبر 2023 | تصفيات كأس العالم 2026 - آسيا الجولة 2 - مجموعة 7 | ملعب بامير، دوشنبه       | طاجيكستان | 1-1     | الأردن    | [ ar 1 ] |
| 6 | 2 فبراير 2024  | كأس آسيا 2023 - ربع النهائي                       | ملعب أحمد بن علي، الريان | الأردن    | 0-1     | طاجيكستان | [ ar 1 ] |
| 7 | 6 يونيو 2024   | تصفيات كأس العالم 2026 - آسيا الجولة 2 - مجموعة 7 | ستاد عمان الدولي، عمان   | الأردن    | 0-3     | طاجيكستان | [ ar 1 ] |

## تفاصيل المباريات
تصفيات كأس العالم 2018 – آسيا مرحلة 2 - مجموعة ب
| طاجيكستان     | 1–3                      | الأردن                   |
| ------------- | ------------------------ | ------------------------ |
| م. جليلوف 66' | تقرير (FIFA) تقرير (AFC) | عبد الفتاح 29'، 63'، 88' |

| الأردن                              | 3–0                      | طاجيكستان |
| ----------------------------------- | ------------------------ | --------- |
| الدردور 65'، 90+4' · عبد الفتاح 67' | تقرير (FIFA) تقرير (AFC) |           |

مباريات دولية ودية
مباراتين
تصفيات كأس العالم 2026 - آسيا الجولة 2 - مجموعة 7
| طاجيكستان | 0–1   | الأردن               |
| --------- | ----- | -------------------- |
|           | تقرير | - هانونوف 66' (ه.ذ.) |

كأس آسيا 2023 - ربع النهائي
| طاجيكستان  | 1–1   | الأردن         |
| ---------- | ----- | -------------- |
| سامييف 89' | تقرير | النعيمات 90+3' |

تصفيات كأس العالم 2026 - آسيا الجولة 2 - مجموعة 7
| الأردن                                   | 3–0                      | طاجيكستان |
| ---------------------------------------- | ------------------------ | --------- |
| - علوان 51' - النعيمات 68' - سعادة 90+4' | تقرير (FIFA) تقرير (AFC) |           |

## انظر ايضا
- العلاقات الأردنية الطاجيكستانية
- الأردن في كأس آسيا
- طاجيكستان في كأس آسيا
- منافسات كرة القدم بين الأردن والعراق